# АТ-Л

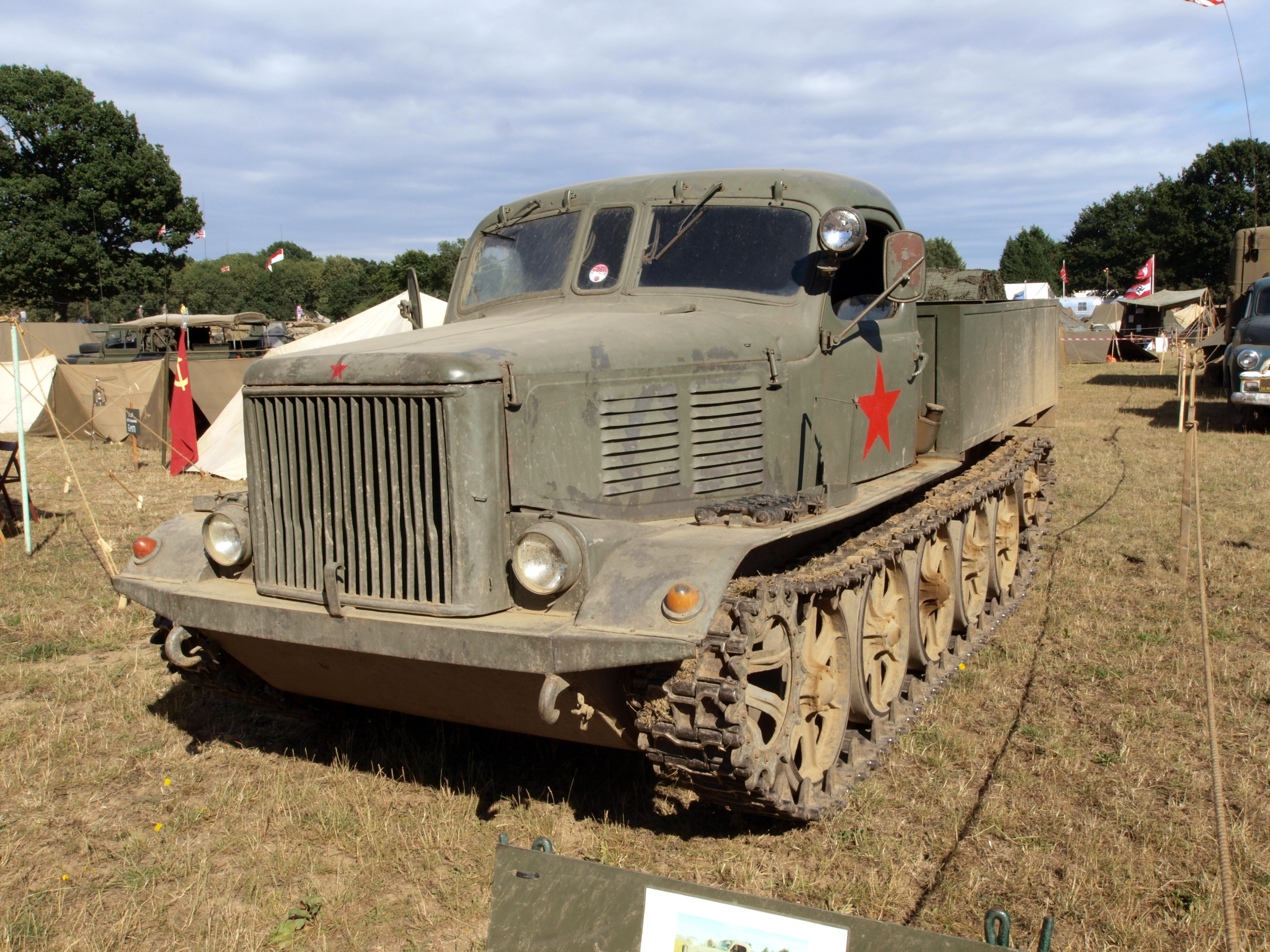
АТ-ЛМ в Англии

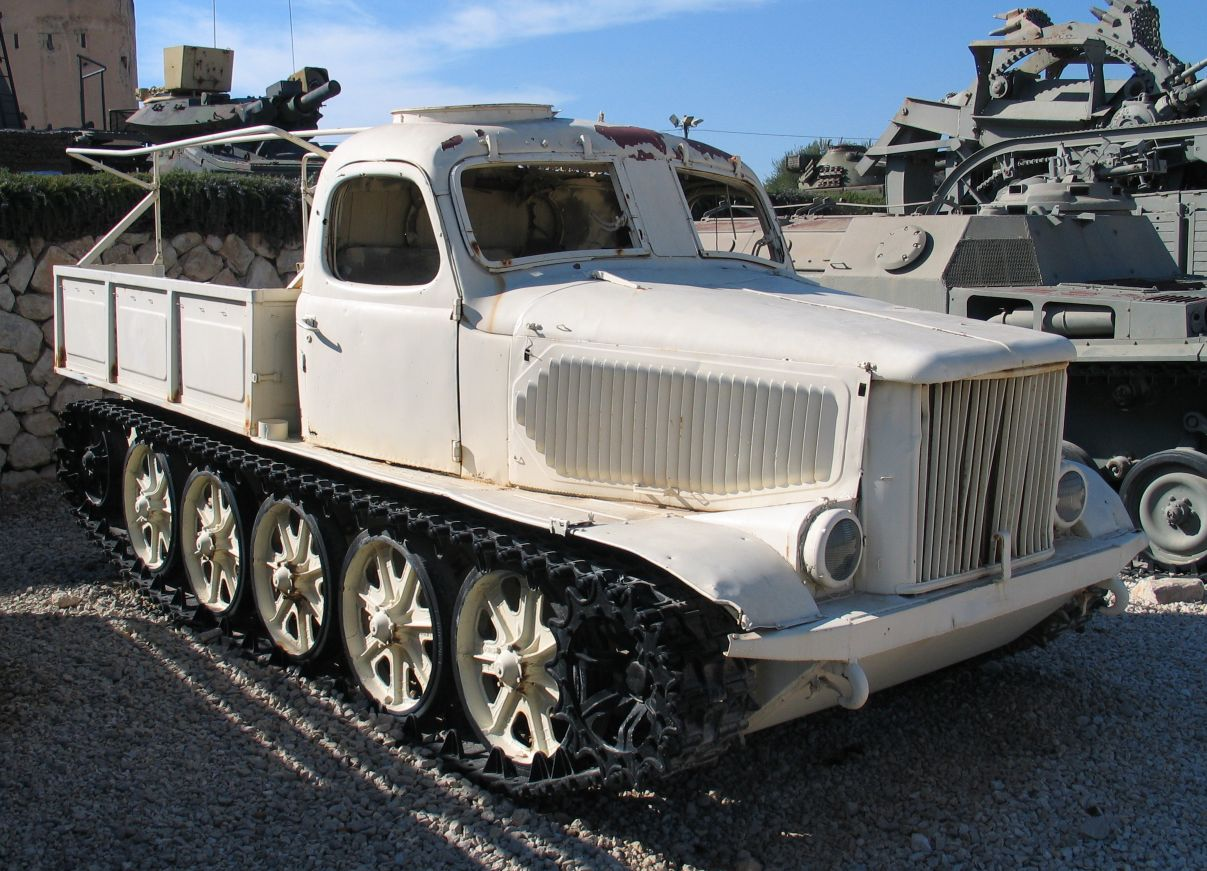
Лёгкий артиллерийский тягач АТ-Л в музее в Латруне

АТ-Л (армейское обозначение — артиллерийский тягач лёгкий обр. 1948 г., заводское — ХТЗ-5 или просто изделие 5) — советский лёгкий артиллерийский тягач.

## История
Лёгкий артиллерийский тягач АТ-Л был создан в 1947 году конструкторским бюро Харьковского тракторного завода. Из-за недостаточной мощности единственного подходящего дизеля пришлось впервые в советской практике прибегнуть к более эффективной, но дорогостоящей и сложной в обслуживании планетарной трансмиссии без бортовых фрикционов по типу танка «Пантера».
Для преодоления метрового брода, затребованного военными, повышения проходимости по глубокому снегу и общего облегчения машины также впервые вместо рамы был спроектирован сварной несущий корпус коробчатой формы. К сожалению, по опыту эксплуатации в войсках выяснилось, что он плохо сочетается с первоначальной ходовой частью с шестью катками промежуточного диаметра (из-за её конструктивной схожести с Я-12 тягач даже получил на западе ошибочное обозначение Ya-14): крепления опор поддерживающих катков не могли передать на тонколистовой корпус высокие нагрузки от колебаний верхних ветвей гусениц на больших скоростях. Пришлось перепроектировать ходовую часть на несколько несуразные внешне и куда более тяжёлые пять катков большого диаметра, что было сделано в 1954—1955 гг., и с 1957 г. выпускалась модификация ХТЗ-5А (тж. АТЛ-5А), которая пришла на смену выпускавшемуся в 1948—1955 г. более консервативному развитию Я-12 — тягачу М-2 — и представлена на всех иллюстрациях в этой статье.
На шасси АТ-Л в разное время также устанавливались РЛС артиллерийской разведки СНАР-1, СНАР-2 и АРСОМ-2 (АРСОМ-2П), специальный фургон 711, пожарный пеноподъёмник, колейный мостоукладчик и другие специальные машины, для которых выпускались варианты тягача без грузовых платформ, тягово-сцепных устройств, лебёдок и пневмосистем тормозов буксируемых артиллерийских орудий ХТЗ-23, ХТЗ-27 и ХТЗ-39 (с 1957 года — ХТЗ-23А, ХТЗ-27А и ХТЗ-39А). Также на АТ-Л могло навешиваться бульдозерное оборудование ОЛТ или ОЛТ-М.
Выпускался до 1967 года в нескольких модификациях и заслужил уважение в армии и народном хозяйстве. Широко применялся для освоения труднодоступных районов СССР, к началу 1975 года именно вездеходы АТ-Л и ГТ-Т составляли основу вездеходного парка промхозов Сибири.

## Технические характеристики
- Полная масса, кг — 8525
- Грузоподъёмность, кг — 2000
- Число мест в кабине — 3
- Число мест в кузове — 8
- Масса прицепа, кг — 6000

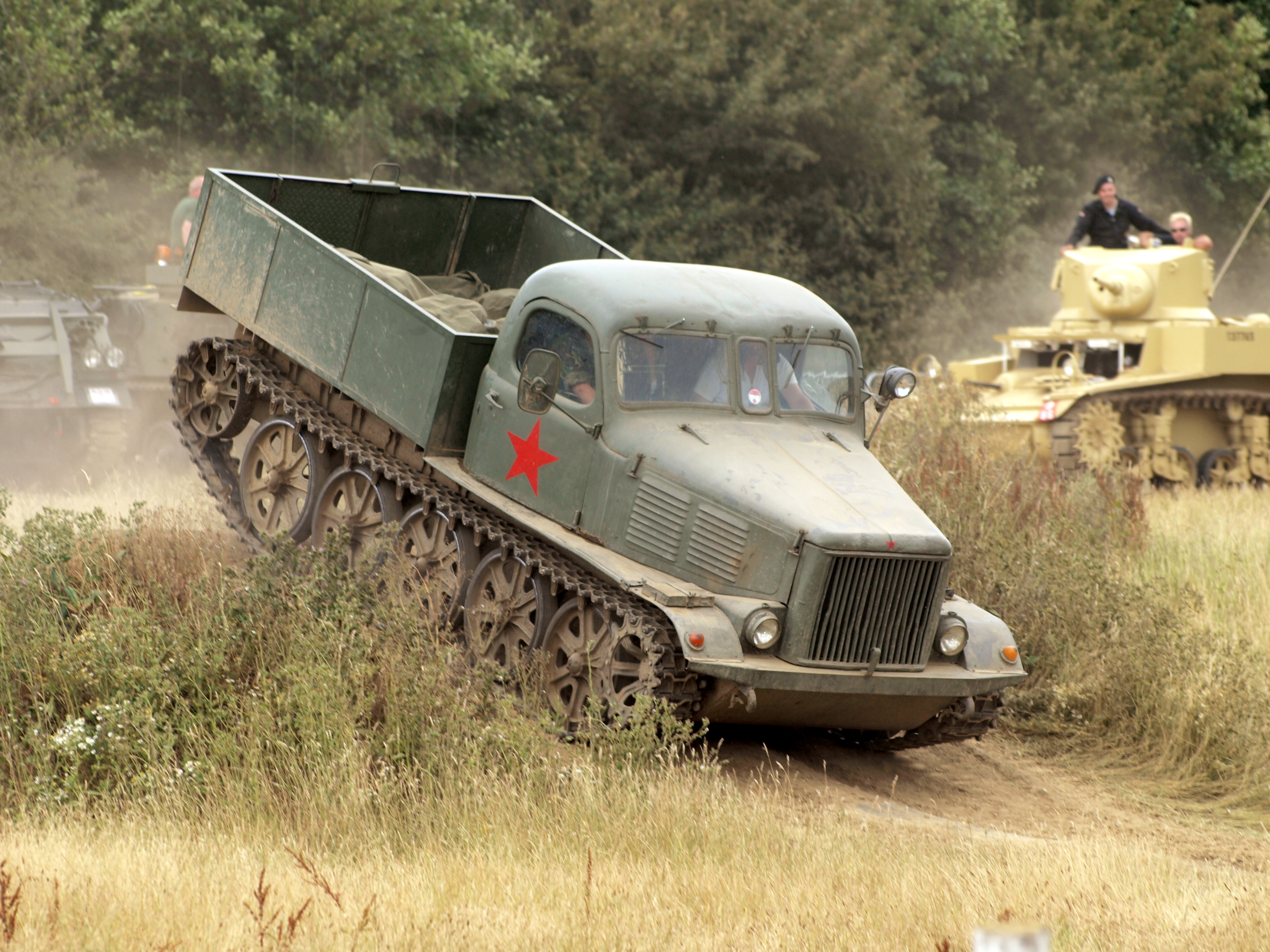
АТ-ЛМ на пригорке

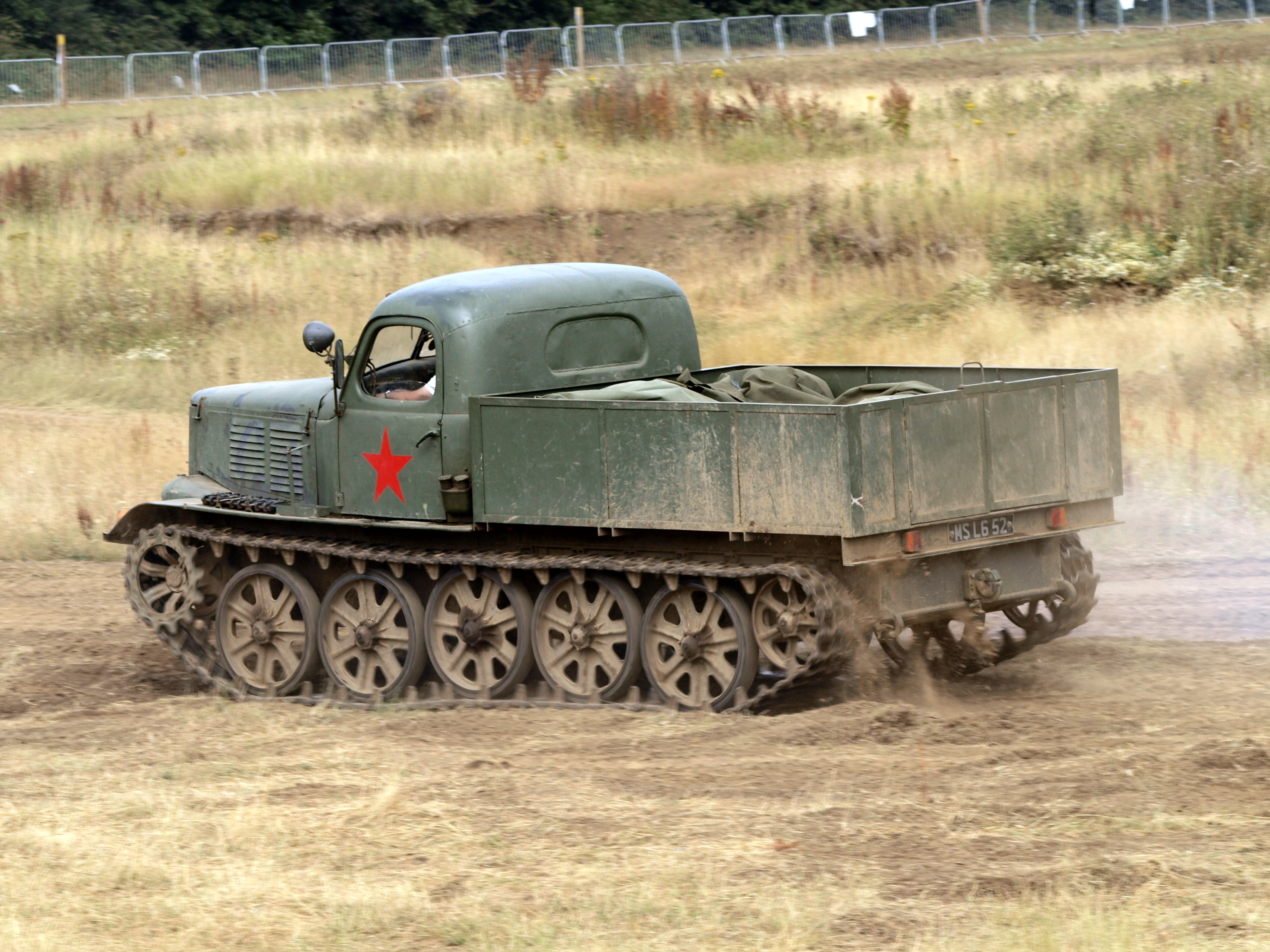
Он же сзади-слева

- Максимальная скорость, км/ч — 41,9
- Двигатель — ЯАЗ-204К
- Мощность двигателя при 2000 об./мин., л. с. — 135
- Длина, мм — 5313
- Ширина, мм — 2214
- Высота по кабине, мм — 2200
- База опорных катков, мм — 2935
- Колея, мм — 1900
- Дорожный просвет, мм — 350
- Трансмиссия — механическая; фрикцион сухой, однодисковый;
- диаметр ведущего колеса — 526 мм
- Среднее удельное давление на грунт с грузом, кг/см² — 0,463
- Запас хода по шоссе с прицепом, км — 300
- Преодолеваемый подъём с нагрузкой без прицепа, град. — 35

## В культуре
- 1960 -- "Им было девятнадцать", художественный фильм.
- 1980 — «Главный конструктор», художественный фильм — в роли тягача «Ворошиловец» («технички», сопровождавшей два танка Т-34 на марше от Харькова до Москвы)[2].